# Cataulacus
Genre
Cataulacus est un genre de fourmis de la sous-famille des Myrmicinae.

## Liste d'espèces
Selon ITIS (17 févr. 2011) :
- Cataulacus adpressus Bolton, 1974
- Cataulacus anthracinus (Heer, 1850)
- Cataulacus bequaerti Forel, 1913
- Cataulacus boltoni Snelling, 1979
- Cataulacus brevisetosus Forel, 1901
- Cataulacus catuvolcus Bolton, 1974
- Cataulacus centrurus Bolton, 1982
- Cataulacus cestus Bolton, 1982
- Cataulacus chapmani Bolton, 1974
- Cataulacus difficilis Santschi, 1916
- Cataulacus ebrardi Forel, 1886
- Cataulacus egenus Santschi, 1911
- Cataulacus elongatus Santschi, 1924
- Cataulacus erinaceus Stitz, 1910
- Cataulacus flagitiosus Smith, 1862
- Cataulacus fricatidorsus Santschi, 1914
- Cataulacus granulatus (Latreille, 1802)
- Cataulacus greggi Bolton, 1974
- Cataulacus guineensis Smith, 1853
- Cataulacus hispidulus Smith, 1865
- Cataulacus horridus Smith, 1857
- Cataulacus huberi Andre, 1890
- Cataulacus impressus Bolton, 1974
- Cataulacus inermis Santschi, 1924
- Cataulacus intrudens (Smith, 1876)
- Cataulacus jacksoni Bolton, 1982
- Cataulacus jeanneli Santschi, 1914
- Cataulacus kenyensis Santschi, 1935
- Cataulacus kohli Mayr, 1895
- Cataulacus latissimus Emery, 1893
- Cataulacus latus Forel, 1891
- Cataulacus lobatus Mayr, 1895
- Cataulacus longinodus Forel, 1912
- Cataulacus lujae Forel, 1911
- Cataulacus marginatus Bolton, 1974
- Cataulacus mckeyi Snelling, 1979
- Cataulacus micans Mayr, 1901
- Cataulacus mocquerysi Andre, 1889
- Cataulacus moloch Bolton, 1982
- Cataulacus muticus Emery, 1889
- Cataulacus nenassus Bolton, 1974
- Cataulacus oberthueri Emery, 1891
- Cataulacus pilosus Santschi, 1920
- Cataulacus planiceps Emery, 1891
- Cataulacus pompom Snelling, 1979
- Cataulacus porcatus Emery, 1899
- Cataulacus praetextus Smith, 1867
- Cataulacus pullus Santschi, 1910
- Cataulacus pygmaeus Andre, 1890
- Cataulacus regularis Forel, 1892
- Cataulacus resinosus Viehmeyer, 1913
- Cataulacus reticulatus Smith, 1857
- Cataulacus satrap Bolton, 1982
- Cataulacus setosus Smith, 1860
- Cataulacus silvestrii Emery, 1891
- Cataulacus simoni Emery, 1893
- Cataulacus striativentris Santschi, 1924
- Cataulacus taprobanae Smith, 1853
- Cataulacus tardus Santschi, 1914
- Cataulacus taylori Bolton, 1982
- Cataulacus tenuis Emery, 1899
- Cataulacus theobromicola Santschi, 1939
- Cataulacus traegaordhi Santschi, 1914
- Cataulacus voeltzkowi Forel, 1907
- Cataulacus vorticus Bolton, 1974
- Cataulacus wasmanni Forel, 1897
- Cataulacus weissi Santschi, 1913
- Cataulacus wissmannii Forel, 1894